# Gracilinanus aceramarcae
A cuíca-graciosa-de-Aceramarca (Gracilinanus aceramarcae), é uma espécie de marsupial da família dos didelfiídeos (Didelphidae). Pode ser encontrada na Bolívia e Peru.

## Descrição
Este marsupial é pequeno com cerca de 135 milímetros e a cauda com cerca de 90 a 150 milímetros. O seu peso varia mas normalmente é entre 23 a 34 gramas. A sua coloração é castanho-avermelhado ou castanho-acizentado e em baixo creme. Na parte de trás a colorização é uniforme. À volta do olho tem uma forma de um anel que geralmente é um castanho-escuro. A sua cauda é fina e contém normalmente escamas.

## Alimentação
Este marsupial é arborícola e consomem geralmente fruta, insectos e pequenos invertebrados que encontra no chão da floresta.

## Habitat
Esta espécie não vem muito para ao pé dos humanos sendo encontrada apenas a altitudes de 2600 a 3300 metros em florestas tropicais na Cordilheira dos Andes. A espécie é conhecida apenas por locais que estão em declínio por tanto a destruição do habitat resultante da compensação generalizada é a principal ameaça.